# Watsapon Jueapan
Nattapong Sayriya (thailändisch วัศพล เจือพันธ์; * 19. August 1995) ist ein thailändischer Fußballspieler.

## Karriere
Watsapon Jueapan spielte bis 2016 beim Simork FC in Suphanburi. Der Club spielte in der damaligen dritten Liga, der Regional League Division 2, in der West-Region. 2017 wechselte er zum ebenfalls in Suphanburi beheimateten Suphanburi FC. Der Club spielte in der ersten Liga, der Thai League. 2017 wurde er hauptsächlich in der B–Mannschaft eingesetzt, die in der vierten Liga, der Thai League 4, spielte. Anfang 2020 wurde er an den Zweitligisten Ayutthaya United FC nach Ayutthaya ausgeliehen. Ende Mai 2020 kehrte er von der Ausleihe nach Suphanburi zurück. 2021 wechselte er erneut auf Leihbasis zum Drittligisten Nakhon Si United FC. Mit dem Verein spielte er in der Southern Region die dritten Liga. Am 1. Juli 2021 unterschrieb er in Samut Prakan einen Vertrag beim Zweitligisten Customs Ladkrabang United FC. Für die Customs absolvierte er zwölf Zweitligaspiele. Nachdem sein Vertrag nicht verlängert worden war, unterschrieb er im Januar 2022 einen Vertrag beim Drittligisten Phitsanulok FC. Am Ende der Saison feierte er mit dem Verein aus Phitsanulok die Vizemeisterschaft. In den Aufstiegsspielen zur zweiten Liga konnte man sich jedoch nicht durchsetzen. Nach sechs Ligaspielen wechselte er im Sommer 2022 zum in der Eastern Region spielenden Chanthaburi FC.